# موسى رايت هانون
موسى رايت هانون (بالإنجليزية: Moses Wright Hannon)‏ هو عسكري أمريكي، ولد في 14 ديسمبر 1827 في مقاطعة بالدوين في الولايات المتحدة، وتوفي في 3 يونيو 1897 في مقاطعة ليون في الولايات المتحدة.